# 프레이저강
프레이저강(-江; Fraser River)은 캐나다 브리티시컬럼비아주의 강이다. 로키산맥부터 태평양 쪽의 조지아 해협으로 흐른다. 총 길이는 1400 km, 면적은 220,000 km2이다. 로키산맥에서 발원한다.